# Давид ди Донателло 1999
44-я церемония вручения наград премии «Давид ди Донателло» состоялась 16 июня 1999 года на студии «Чинечитта».

## Победители и номинанты

### Лучший фильм
- Не от мира сего, режиссёр Джузеппе Пиччиони
- Легенда о пианисте, режиссёр Джузеппе Торнаторе
- Осаждённые, режиссёр Бернардо Бертолуччи

### Лучшая режиссура
- Джузеппе Торнаторе — Легенда о пианисте
- Бернардо Бертолуччи — Осаждённые
- Джузеппе Пиччони — Не от мира сего

### Лучший дебют в режиссуре
- Лучано Лигабуэ — Радио Фреччиа
- Джузеппе М. Гаудино — Вокруг луны между землёй и морем
- Габриэле Муччино — Упасть в любовь

### Лучший сценарий
- Джузеппе Пиччони, Гуальтьеро Розелла и Лучия Мария Дзеи — Не от мира сего
- Кристина Коменчини — Браки
- Джузеппе Торнаторе — Легенда о пианисте

### Лучший продюсер
- Лионнелло Черри — Не от мира сего
- Франко Коммиттери — Ужин
- Доменико Прокаччи — Радио Фреччиа

### Лучшая женская роль
- Маргерита Буй — Не от мира сего
- Франческа Нери — Браки
- Джованна Меццоджорно — Потерянная любовь

### Лучшая мужская роль
- Стефано Аккорси — Радио Фреччиа
- Сильвио Орландо — Не от мира сего
- Антонио Альбанезе — Голод и жажда

### Лучшая женская роль второго плана
- Чечилия Дацци — Браки
- Паола Тициана Кручиани — Поцелуи и объятия
- Лунетта Савино — Браки

### Лучшая мужская роль второго плана
- Фабрицио Бентивольо — Потерянная любовь
- Марио Скачча — Фердинанд и Каролина
- Эмилио Солфрицци — Браки

### Лучшая операторская работа
- Лайош Кольтаи — Легенда о пианисте
- Лука Бигацци — Сицилийцы
- Фабио Чанкетти — Осаждённые

### Лучшая музыка
- Эннио Морриконе — Легенда о пианисте
- Людовико Эйнауди — Не от мира сего
- Лучано Лигабуэ — Радио Фреччиа

### Лучшая художественная постановка
- Франческо Фриджери — Легенда о пианисте
- Джанкарло Базили — Сицилийцы
- Энрико Джоб — Фердинанд и Каролина

### Лучший костюм
- Маурицио Милленотти — Легенда о пианисте
- Джанна Джисси — Сицилийцы
- Джино Персико — Фердинанд и Каролина

### Лучший монтаж
- Эсмеральда Калабрия — Не от мира сего
- Массимо Пальа — Легенда о пианисте
- Чечилия Дзанузо — Браки

### Лучший звук
- Гаэтано Карито — Радио Фреччиа
- Амедео Казати — Не от мира сего
- Бруно Пуппаро — Браки

### Лучший короткометражный фильм
- Quasi fratelli, режиссёр Франческо Фаласки
- Fuochino, режиссёр Карлотта Черкуетти
- Incantesimo napoletano, режиссёр Паоло Дженовезе и Лука Миньеро
- Tanti auguri, режиссёр Джулио Манфредония

### Лучший иностранный фильм
- Поезд жизни, режиссёр Раду Михайляну
- Влюблённый Шекспир, режиссёр Джон Мэдден
- Центральный вокзал, режиссёр Вальтер Саллес

### Premio David scuola
- Легенда о пианисте, режиссёр Джузеппе Торнаторе
- Маленькие учителя, режиссёр Даниэле Лукетти
- Потерянная любовь, режиссёр Микеле Плачидо

### David alla carriera
- Мауро Болоньини
- Софи Лорен
- Альберто Сорди

### Premio Cinecittà
- Данте Ферретти